# Grupa izometrií
Grupa izometrií (anglicky isometry group) metrického prostoru je v matematice množina všech bijektivních izometrických zobrazení (tj. vzájemně jednoznačných zobrazení zachovávajících vzdálenost) metrického prostor na sebe sama, se skládáním zobrazení jako grupovou operací. Jeho neutrálním prvkem je identita. Prvky grupy izometrií se někdy nazývají pohyby prostoru.
Každá grupa izometrií metrického prostoru je podgrupa izometrií. Ve většině případů reprezentuje možnou množinu symetrií objektů v prostoru nebo funkce definované na prostoru. Viz grupa symetrií.
Diskrétní grupa izometrií je taková grupa izometrií, že pro každý bod prostoru je množina jeho obrazů při izometrickém zobrazení diskrétní množinou.
V pseudoeukleidovském prostoru je metrika nahrazena izotropní kvadratickou formou; transformace zachovávající tuto formu se někdy nazývají „izometrie“ a jejich kolekce tvoří grupu izometrií pseudoeukleidovského prostoru.

## Příklady
- Grupa izometrií podprostoru metrického prostoru sestávající z bodů obecného trojúhelníka je triviální grupa. Podobný prostor pro rovnoramenný trojúhelník je cyklická grupa řádu dva, C2. Totéž pro rovnostranný trojúhelník je D3, dihedrální grupa řádu 6.
- Grupa izometrií dvourozměrné koule je ortogonální grupa O(3).[2]

- Grupa izometrií n-rozměrného Eukleidovského prostoru je Eukleidova grupa E(n).[3]
- Grupa izometrií Poincarého diskového modelu hyperbolické roviny je projektivní speciální unitární grupa SU(1,1).
- Grupa izometrií Poincarého modelu poloroviny hyperbolické roviny je PSL(2,R).
- Grupa izometrií Minkowského prostoru je Poincarého grupa.[4]
- Riemannovské symetrické prostory jsou důležitým případem, v němž grupa izometrií je Lieova grupa.